# DR-Baureihe E 16
Die Elektrolokomotiven der Baureihe E 16 (ab 1968: 116) wurden von der Gruppenverwaltung Bayern der Deutschen Reichsbahn-Gesellschaft beschafft und waren für den Schnellzugdienst konzipiert. Das Besondere an diesen Lokomotiven ist der BBC-Einzelantrieb, auch Buchli-Antrieb genannt, welcher in Deutschland nur bei dieser Baureihe verwendet wurde.

## Geschichte
Mitte der 1920er Jahre führte die Gruppenverwaltung Bayern ein großes Elektrifizierungsprogramm rund um München durch. Dementsprechend wurden ab 1926 Elektrolokomotiven der Baureihe ES 1 für den Schnellzugverkehr beschafft. Um mit den zeitgleich beschafften Lokomotiven der Baureihe EP 2 möglichst viele Gleichteile zu gewährleisten, entschied man sich für die Entwicklung nur eines Fahrmotors, wovon je zwei bei der Baureihe EP 2 und je vier bei der Baureihe ES 1 eingesetzt wurden. Aufgrund dieser vier Fahrmotoren wurde schließlich anstatt des bisher üblichen Stangenantriebs ein Einzelachsantrieb gewählt. Die Wahl fiel auf den Buchli-Antrieb, wobei die E 16 die einzige damit ausgerüstete deutsche Lokomotivbaureihe blieb. In der Schweiz und in Frankreich war der Buchli-Antrieb hingegen viel weiter verbreitet (z. B. bei den Ae 3/6 I der SBB).
Das Leistungsprogramm sah in einer Steigung von 10 ‰ die Beschleunigung eines 600 t schweren Zuges in höchstens 6,5 min auf eine Geschwindigkeit von 55 km/h vor. Auch musste ein 450 t schwerer Zug in maximal 3 min auf 55 km/h beschleunigt werden können.
Die ersten fünf Lokomotiven wurden bereits 1922 bestellt, jedoch wurde aufgrund der sich verzögernden Streckenelektrifizierung der Liefertermin der ersten Lokomotive auf Mai 1926 verschoben. Die ersten sechs Lokomotiven wurden zunächst gemäß dem bayerischen Gattungsschema für Elektrolokomotiven mit ES 1 bezeichnet, bevor sie im DR-Nummernplan von 1927 zu E 16 wurden. Die erste Bauserie (E 16 01–10) wurde bis Mitte 1927 ausgeliefert; die zweite (E 16 11–17) zwischen 1928 und 1929.
Mit dem elektrischen Lückenschluss zwischen Traunstein und Freilassing im Jahr 1928 stieg der Bedarf nach weiteren Lokomotiven dieser Baureihe, weshalb 1930 vier weitere Lokomotiven bestellt wurden. Diese dritte, überarbeitete Serie (E 16 18–21) wurde 1932 und 1933 an die Deutsche Reichsbahn übergeben.
Eingesetzt wurden die Lokomotiven vor Schnellzügen auf den elektrifizierten Strecken rund um München. Beheimatet waren die Lokomotiven in den Bahnbetriebswerken München Hbf, Freilassing, Rosenheim und Garmisch-Partenkirchen. Ab Mitte der 1960er Jahre wurden die Lokomotiven schließlich in untergeordneten Diensten eingesetzt.
Die E 16 11 und 13 wurden im Zweiten Weltkrieg schwer beschädigt, weshalb sie abgestellt wurden. Die E 16 12 wurde 1967 nach einem Unfall ausgemustert. Mit der Einführung des EDV-Baureihenschemas zum 1. Januar 1968 wurden die noch verbliebenen 18 Maschinen in die Baureihe 116 umgezeichnet. Zwischen 1973 und 1980 wurden die Maschinen dann nach und nach abgestellt. Am 31. Januar 1980 wurde mit der 116 009 die letzte Lokomotive der Baureihe 116 ausgemustert.
Folgende Lokomotiven der Baureihe 116 sind erhalten:
- E 16 02 im DGEG-Eisenbahnmuseum Neustadt/Weinstraße (nur ein Teil des Lokrahmens mit zwei Antriebsachsen erhalten)
- E 16 03 im DB-Museum Koblenz-Lützel
- E 16 07 in der Lokwelt Freilassing
- E 16 08 im Eisenbahnmuseum Darmstadt-Kranichstein
- E 16 09 bei der „Leipziger Dampf KulTour“

## Technik

### Mechanischer Teil
Der mechanische Teil der Lokomotive wurde nach Vorentwürfen von BBC durch Krauss konstruiert und gebaut.
Der Buchli-Antrieb ist ein Einzelachsantrieb, gekennzeichnet durch einen hochliegenden Fahrmotor, welcher über ein außenliegendes, im Rahmen gelagertes Großrad und eine drehsteife, doch in allen Richtungen bewegliche Kupplung die Achse antreibt. Dieser vollabgefederte Antrieb gibt der E 16 zwei unterschiedliche Ansichtsseiten, bei einer blickt man auf den Buchli-Antrieb, bei der anderen auf die blanken Speichenräder. Zum Ausgleich der einseitig angeordneten Antriebsmassen mussten schwere Ausrüstungsteile im Maschinenraum ebenfalls asymmetrisch und außermittig eingebaut werden.
Aufgrund der Beweglichkeit des Buchli-Antriebs wurden die Laufachsen jeweils mit den äußeren Treibachsen zu einem zweiachsigen Lenkgestell verbunden. Die ersten fünf Lokomotiven waren ursprünglich mit Buchli-Laufgestellen ausgestattet. Für alle weiteren Lokomotiven wurden Krauss-Helmholtz-Lenkgestelle gewählt. Da sich die Buchli-Laufgestelle nicht bewährten, wurden die ersten fünf Lokomotiven auch auf Krauss-Helmholtz-Lenkgestelle umgerüstet. Die Radsätze laufen in als Gleitlager ausgeführten Innenlagern, auf welchen sich der Rahmen über Blattfedern abstützt. Die Laufradsätze sind ±85 mm seitlich ausschwenkbar, die Treibradsätze um ±15 mm seitenverschiebbar. Statt eines festen Achsstandes gibt es daher nur die geführte Länge, die durch die beiden Drehzapfen der Krauss-Helmholtz-Gestelle gebildet wird.
Der Rahmen der Lokomotiven besteht aus zwei 25 mm starken Innenrahmen-Blechen, welche an den Enden über Pufferbohlen verbunden sind. Auf diesen Längsträgern ruhen sowohl die vier Fahrmotoren, als auch der mittig angeordnete Haupttransformator. Darauf baut der Lokomotivkasten, bestehend aus einem Stahlgerippe mit Blechverkleidung, auf. Die Lokomotiven der ersten beiden Bauserien wurden noch in bayrischer Tradition mit Türen und offenen Übergangseinrichtungen an den Stirnfronten ausgeliefert, welche bei der dritten Bauserie entfielen. Das Maschinenraumdach ist in drei bis zur Kastenmitte heruntergezogenen Teilen abnehmbar, wodurch die Zugänglichkeit zu den dort angeordneten Apparaten gewährleistet wird.

### Elektrischer Teil

Maschinenraum einer E 16

Auf den beiden äußeren Maschinenraumdächern ist jeweils ein Stromabnehmer angeordnet. Die elektrische Spannung wird von dort über die Dachleitungen zum Hauptölschalter und die Dachdurchführung an die Oberspannungsseite des Transformators geführt. Der Transformator selbst ist als ölgekühlter Kerntransformator in Sparschaltung ausgeführt. Bei den ersten beiden Serien wurde ein Transformator mit einer Dauerleistung von 1750 kVA eingesetzt, welcher dann in der dritten Serie durch einen mit einer Dauerleistung von 1960 kVA ersetzt wurde. Die Sekundärseite des Transformators weist 18 Anzapfungen mit einer Spannung von 0 bis 700 V auf, die mit dem Schaltwerk verbunden sind. Zwei weitere Anzapfungen mit Spannungen von 800 und 1000 V sind für die Zugheizung vorgesehen. Die dritte Zugheizungsstufe von 600 V wird aus einer Fahrstufe herausgeführt. Ebenso werden aus der 200-V-Fahrstufe die Hilfsbetriebe der Lokomotive versorgt.
Weitere technische Besonderheit ist die Steuerung der E 16, die per Handbetätigung ein Niederspannungs-Schlittenschaltwerk (oder auch Flachbahnwähler genannt) ansteuert, dessen Stufenwähler aus Kontaktklötzen besteht, die auf einer geraden Bahn zugeordnet sind. Diese 18 Kontaktklötze (entsprechend den 18 Dauerfahrstufen) sind an den einzelnen Trafoanzapfungen angeschlossen.  Ein ‚Schlitten‘-haupt- und Nebenkontakt gleitet mit jeder Betätigung dann die jeweilige Stufe ab, wobei der Vorkontakt immer schon die nächsthöhere Stufe berührt. Der dabei entstehende Trafowindungsschluss der Halbstufen wird durch die im Transformatorkessel sitzenden Überschaltwiderstände gedämpft. Damit wird ein nahezu ruckfreies Anfahren ermöglicht. Der Lokführer durfte dementsprechend allerdings nur einige Sekunden in den Halbstufen stehen bleiben, da sich die Überschaltwiderstände sonst zu sehr erwärmten oder gar zerstört wurden. Da der Wähler aber kein Leistungsschalter ist, schalten acht Lastschalter (wegen der sehr hohen Ströme pro Fahrmotor ein Paar), die rechts und links neben dem Schlitten angeordnet sind, den Strom während des Umschaltvorgangs durch jeweiliges Öffnen und wieder Schließen ab. Dieses Schlittenschaltwerk, das in dieser Form erstmals bei der E 32 zur Anwendung kam, entwickelte man zu den späteren Hochspannungsschaltwerken N28h und N28i der Einheitselektrolokomotiven weiter. Dort baute man allerdings die Überschaltwiderstände luftgekühlt auf den Trafo sowie den Stufenwähler wegen besserer Isolierung vor Kriechströmen geschlossen unter Öl. Für beide Entwicklungen zeichnete BBC verantwortlich.
Die vier Fahrmotoren sind als zwölfpolige Reihenschlusskommutatormotoren mit Erreger-, Kompensations- und Wendepolwicklung ausgeführt. Im Rahmen der drei beschafften Serien wurde die Nennleistung von 585 über 645 auf 736 kW pro Motor erhöht. Jeder Fahrmotor wiegt dabei 6130 kg. Je zwei Fahrmotoren sind mit einem pneumatisch betätigten Richtungswender verbunden, der über Walzen die Drehrichtung der Motoren einstellt. Lediglich die Lokomotiven E 16 18 bis 21 sind mit einem Richtungswender pro Fahrmotor ausgerüstet.
Die Fahrmotoren sind fremdbelüftet, wobei je zwei Lüfter von einem Motor angetrieben werden. Einer dieser Lüftersätze treibt auch die Transformatorölpumpe an, welche das Öl durch die Schlangenrohrkühler drückt. Der andere Lüftersatz trieb ursprünglich einen Gleichstromgenerator zur Speisung des Batterienetzes an. Dieser wurde später durch einen zusätzlichen Transformator mit nachgeschaltetem Gleichrichter ersetzt. Der Luftstrom aus den Fahrmotorlüftern wird zweigeteilt, wobei ein Teil zur Kühlung der Fahrmotoren dient und ein anderer den auf der Nichtantriebsseite liegenden Schlangenrohrkühlern zugeführt wird.
Die Druckluftversorgung erfolgt über einen zweistufigen Hauptluftpresser, welcher durch einen Wechselstrommotor angetrieben wird. Dieser und auch die beiden Lüftermotoren werden über das 200-V-Hilfsbetriebenetz mit Energie versorgt. An das Hilfsbetriebenetz waren auch die elektrischen Heizkörper in den Führerräumen angeschlossen. Die Beleuchtung der Lokomotive wurde aus der Fahrzeugbatterie mit einer Spannung von 24 V versorgt.